# Adrienne La Russa
Adrienne La Russa (New York, 15 mei 1948) is een Amerikaanse actrice, vooral bekend om haar rol als Brooke Hamilton in de soap Days of Our Lives, die ze speelde van 1975 tot 1977. Haar filmcarrière bestond uit rollen in The Black Sheep (1968), Psychout for Murder (1969), Beatrice Cenci (1969), Keep It in the Family (1973), The Man Who Fell to Earth (1976) en Uncle Joe Shannon (1978).
Ze maakte ook een paar gastoptredens op televisie in de late jaren 1970 en vroege jaren 1980 en ze had een ondersteunende rol in de 1978 miniserie Centennial. La Russa speelde Clemma Zendt, de stormachtige dochter van de hoofdrolspelers Levi en Lucinda Zendt.
Haar huwelijk in 1984 met acteur en vechtkunstenaar Steven Seagal werd nog datzelfde jaar nietig verklaard, waarop zij op oudejaarsdag 1987 hertrouwde met Robert French. 

## Filmografie
- The Black Sheep (1968)
- Psychout for Murder (1969)
- Beatrice Cenci (1969)
- Keep It in the Family (1973)
- Days of Our Lives (1975-1977) (televisieserie)
- The Man Who Fell to Earth (1976)
- Hanno ucciso un altro bandito (1976)
- Uncle Joe Shannon (1978)
- Centennial (1978-1979) (miniserie)